# Eskhata Khujand
Der Football Club Eskhata Khujand  ist ein tadschikischer Fußballverein mit Sitz in Chudschand. Aktuell spielt der Verein in der ersten Liga, der  Wysschaja Liga.

## Stadion
Der Verein trägt seine Heimspiele im Spartak Stadium Chudschand in Chudschand aus.

## Saisonplatzierung
| Saison | Liga                    | Level | Platz | Tajik Cup     |
| ------ | ----------------------- | ----- | ----- | ------------- |
| 2019   | Tajikistan First League | 2     | 5.    | Viertelfinale |
| 2020   | Tajikistan First League | 2     | 2. ▲  | Viertelfinale |
| 2021   | Wysschaja Liga          | 1     | 6.    | Halbfinale    |
| 2022   | Wysschaja Liga          | 1     | 7.    | Halbfinale    |
| 2023   | Wysschaja Liga          | 1     | 3.    | Viertelfinale |
| 2024   | Wysschaja Liga          | 1     | 6.    |               |

## Trainerchronik
| Trainer             | Nation        | von            | bis               |
| ------------------- | ------------- | -------------- | ----------------- |
| Niyozali Bobokhonov | Tadschikistan | 1. Januar 2019 | 31. Dezember 2020 |
| Khamid Karimov      | Tadschikistan | 1. Januar 2021 | 12. Juli 2022     |
| Igor Surov          | Russland      | 13. Juli 2022  | heute             |